# Молино Таљиорети (Варезе)
Молино Таљиорети је насеље у Италији у округу Варезе, региону Ломбардија.
Према процени из 2011. у насељу је живело 58 становника. Насеље се налази на надморској висини од 241 м.